# Șeful sectorului suflete (piesă de teatru)
Șeful sectorului suflete este o piesă de teatru de comedie într-un singur act  a scriitorului român Alexandru Mirodan. A fost jucată pentru prima dată în septembrie 1963 pe scena Teatrului de Comedie din București, în regia lui Moni Ghelerter.

## Reprezentații
Piesa Șeful sectorului suflete a fost scrisă de Alexandru Mirodan și jucată pentru prima dată în septembrie 1963 pe scena Teatrului de Comedie din București (al cărui director era pe atunci Radu Beligan). Spectacolul a fost regizat de Moni Ghelerter, iar rolurile principale erau interpretate de Radu Beligan (Gore), Marcela Russu (Magdalena), Amza Pellea (Horațiu), Dem. Savu (Costică), Vasilica Tastaman/Sanda Toma (Ofelia) și Costel Constantinescu/Gheorghe Dinică (inovatorul). Piesa de teatru a fost publicată la București în anul 1966 într-un volum șapirografiat.

## Ecranizări
Piesa a fost ecranizată în 1967 sub un titlu omonim. Filmul este regizat de Gheorghe Vitanidis după un scenariu scris de prozatorul Marica Beligan. Rolurile principale au fost interpretate de actorii Radu Beligan, Irina Petrescu, Toma Caragiu și Mircea Crișan.